# Derebey
I derebey (in turco signori di valli) erano i signori locali feudatari di vasti territori in Anatolia e nelle aree pontiche del Lazistan e dell'Agiaria durante il XVIII secolo, con una notevole indipendenza dal governo centrale dell'Impero ottomano.
I derebey erano tenuti a fornire l'assistenza militare in tempo di guerra, ma in termini pratici governavano e amministravano i propri territori in piena libertà, e formando spesso dinastie locali. La loro ascesa era spesso innescata dal graduale abbandono del sistema del timar che era amministrato dai feudi militari degli spahi (cavalleria) e, a partire dal XVIII secolo, dalla tendenza del governo centrale a subappaltare le entrate fiscali ricevendo una determinata somma dai derebey e esternalizzando su di loro il compito di riscossione dai contribuenti stessi. Nella terminologia ufficiale, questi intermediari erano spesso indicati come âyân, sebbene per descrivere questa classe fossero anche usati altri termini. Lo status ufficiale, il potere effettivo e l'estensione geografica dell'autorità potevano variare notevolmente da un derebey all'altro e potevano anche evolvere in modo diverso nel corso tempo. Anche le caratteristiche peculiari della loro regione di autorità, come lo sviluppo economico o il cambiamento all'interno di contesti di politica internazionale, influenzavano fortemente i destini dei derebey. I derebey non tentavano di rovesciare lo stato ottomano, ma cercavano l'autonomia dall'impero per se stessi e per i loro eredi. Attraverso la riscossione e il controllo delle entrate fiscali nella loro regione e con la fornitura di uomini armati per le guerre del sultano, e beneficiandone gli interessi, i derebey dimostrarono una mancanza dell'autorità centralizzata nello stato ottomano durante il XVIII e l'inizio del XIX secolo.
La guerra russo-turca del 1768-1774 vide un aumento del potere e dell'influenza dei derebey, grazie alla dipendenza del governo ottomano della loro assistenza. Alla fine del XVIII secolo, durante il regno del sultano Selim III, la maggior parte dell'Anatolia era governata dai derebey e il loro ruolo negli affari ottomani era di primo piano. Il successore di Selim, Mahmud II (che seguì il regno di Mustafa IV, durato un anno), supervisionò il declino dei derebey mentre il governo ottomano diventava sempre più centralizzato e l'amministrazione veniva condotta da governatori nominati. Nel XIX secolo, il termine venne applicato ai potenti proprietari terrieri ereditari della Turchia meridionale e orientale. Nel 1866 i rimanenti derebey furono soggiogati da una spedizione militare nella regione di Çukurova.
I derebey si ottomanizzarono gradualmente, ovvero entrarono a far parte dei meccanismi del governo centrale, con il rafforzamento del potere centrale ottomano nel XIX secolo. Molti membri delle famiglie dei derebey lasciarono i lavori di lunga data al servizio del benessere generale, mentre altri furono anche coinvolti in aspre lotte che diedero origine a rivolte pubbliche, come quella di Atçalı Kel Mehmet Efe.

## Famiglie importanti di derebey

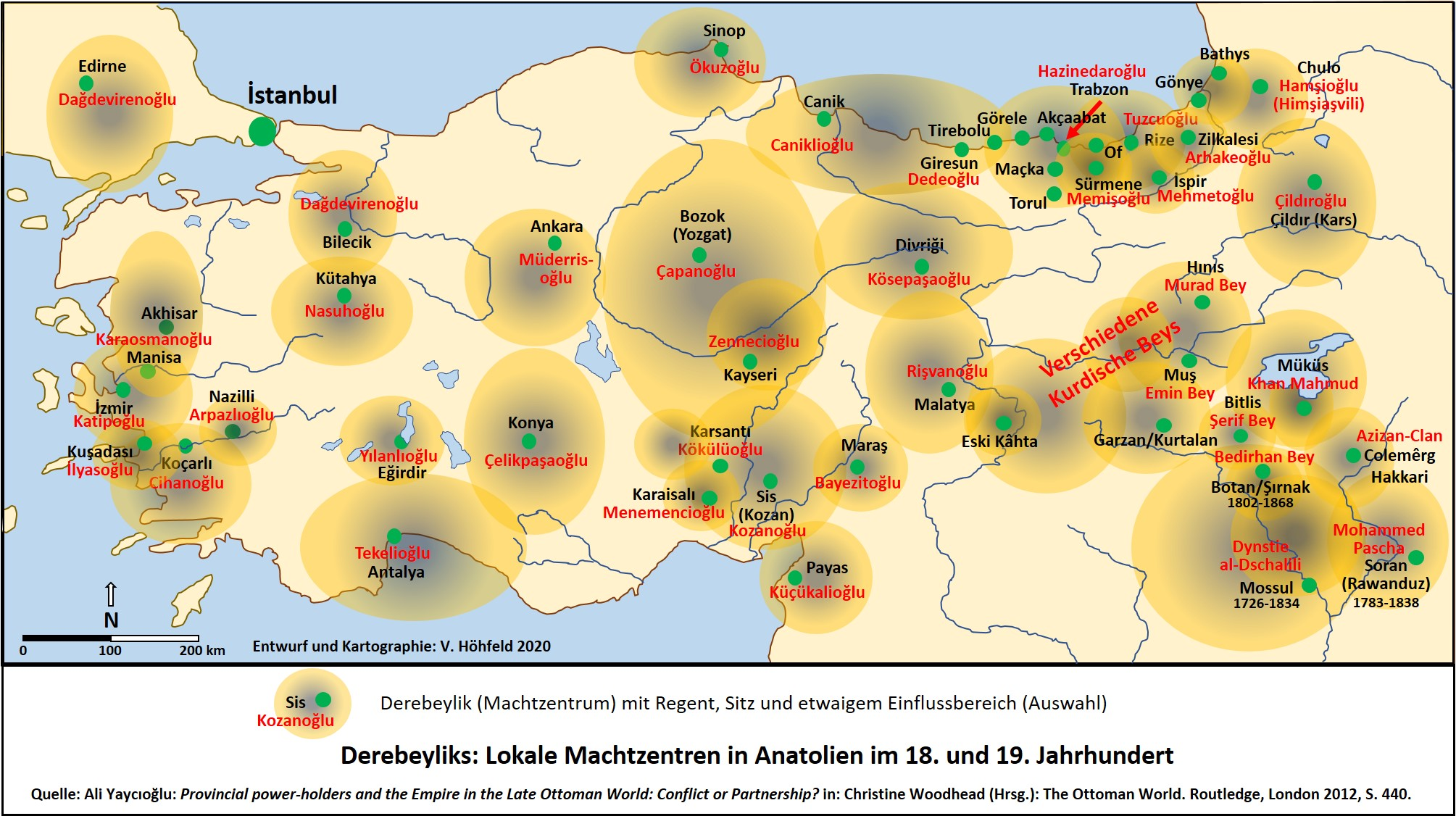
La mappa mostra la sede, i governanti e le possibili sfere di influenza di importanti centri di potere locali (Derebeylik) all'interno dell'area anatolica dello stato ottomano nei secoli XVIII e XIX. La rappresentazione può non risultare completa.

- Famiglia Karaosmanoğlu con sede ad Akhisar, e poi a Manisa,
- Famiglia Katipzade con sede a Smirne,
- Famiglia Cihanoğlu con sede a Koçarlı,
- Famiglia Arpazl con sede a Nazilli,
- Famiglia Tuzcuoğlu con sede a Rize,
- Famiglia Kozanoğlu con sede a Kozan,
- Famiglia Menemencioğlu con sede a Karaisalı,
- Osman Pazvantoğlu con sede a Vidin,
- Alemdar Mustafa Pasha con sede a Rusçuk,
- Himşiaşvili (Hamşioğlu) con sede ad Acara.